# Борці (Болгарія)
Борці́ (болг. Борци) — село в Шуменській області Болгарії. Входить до складу общини Венець.

## Населення
За даними перепису населення 2011 року у селі проживала 571 особа.
Національний склад населення села:
| Національність   | Кількість осіб | Відсоток |
| ---------------- | -------------- | -------- |
| турки            | 547            | 96,6%    |
| болгари          | 11             | 1,9%     |
| цигани           | 0              | 0%       |
| Всього відповіли | 566            |          |

Розподіл населення за віком у 2011 році:
Динаміка населення: